# Żerdziny (Ermland-Mazurië)
Żerdziny (Duits: Serteggen; 1938-1945: Serteck) is een plaats in het Poolse woiwodschap Ermland-Mazurië, in het district Gołdpaski. De plaats maakt deel uit van de gemeente Dubeninki.